# Piranha Sharks
Pour plus de détails, voir Fiche technique et Distribution.
Piranha Sharks est un film catastrophe américain de 2014, réalisé par Leigh Scott avec un budget de seulement 750 000 $,. Le film est sorti en ligne le 8 août 2014.

## Synopsis
À New York, des grands requins blancs sont génétiquement modifiés pour rétrécir à la taille des piranhas. Les requins piranhas sont élevés pour les clients fortunés afin qu’ils puissent présenter ces poissons exotiques dans leurs aquariums. Mais à la suite d'un accident, les requins piranhas pénètrent dans l’approvisionnement en eau de la ville et sèment la terreur. Plus personne n'est en sécurité, même dans sa baignoire.

## Distribution
- Collin Galyean : Jackson
- Ramona Mallory : Roxy
- Josh Hammond : Benny
- John Wells : Wally
- Frederic Doss : Brody
- Jon-Christian Costable : Lawrence
- GinaMarie Zimmerman : Kira
- Amy Blackman : Dominique
- Ashe Parker : Ellen
- Martin Ewens : Guy
- Brandon Stacy : Ellsworth
- Benjamin Kanes : Keating
- Barry Ratcliffe : Bobby Rose
- Kristina Page : Destiny
- Al Snow : Dr. Parsons
- Noel Thurman : Dr. Harlow et Thompson
- Jessica Sonneborn : Raven
- Raffaela O'Neill : Lexus[3]

## Production
Le tournage du film a eu lieu à New York, aux États-Unis

## Réception critique
Le site ruthlessreviews.com a jugé que ce qui manquait au film en « effets de sang et effets spéciaux numériques », il le fait bien avec « humour noir, grand jeu d’acteur et dialogues merveilleux ». Généralement décrit comme « très divertissant » et « étonnamment bien fait ». En particulier, les prestations d’Amy Blackman et de John Wells ont été soulignées.
Le film a un score d’audience de 8% sur Rotten Tomatoes.